# Egons Feldbergs
Osvīns Egons Jānis Feldbergs (25 febbraio 1902 – 1979) è stato un calciatore lettone.

## Carriera

### Club
Nel periodo in cui militava in nazionale ha giocato per l'Olimpija Liepaja, squadra con cui vinse tre campionati lettoni.

### Nazionale
Ha esordito in nazionale nell'amichevole contro la Finlandia disputata il 12 agosto 1926, entrando al 31' posto di Vladimirs Svistuņenko. La seconda e ultima apparizione in nazionale risale a 9 giorni dopo, nell'amichevole contro la Lituania, sempre entrando dalla panchina, stavolta al posto di Pēteris Lauks.

## Statistiche

### Cronologia presenze e reti in nazionale
| Cronologia completa delle presenze e delle reti in nazionale ― Lettonia | Cronologia completa delle presenze e delle reti in nazionale ― Lettonia | Cronologia completa delle presenze e delle reti in nazionale ― Lettonia | Cronologia completa delle presenze e delle reti in nazionale ― Lettonia | Cronologia completa delle presenze e delle reti in nazionale ― Lettonia | Cronologia completa delle presenze e delle reti in nazionale ― Lettonia | Cronologia completa delle presenze e delle reti in nazionale ― Lettonia | Cronologia completa delle presenze e delle reti in nazionale ― Lettonia |
| Data                                                                    | Città                                                                   | In casa                                                                 | Risultato                                                               | Ospiti                                                                  | Competizione                                                            | Reti                                                                    | Note                                                                    |
| ----------------------------------------------------------------------- | ----------------------------------------------------------------------- | ----------------------------------------------------------------------- | ----------------------------------------------------------------------- | ----------------------------------------------------------------------- | ----------------------------------------------------------------------- | ----------------------------------------------------------------------- | ----------------------------------------------------------------------- |
| 12-8-1926                                                               | Riga                                                                    | Lettonia                                                                | 1 – 4                                                                   | Finlandia                                                               | Amichevole                                                              | -                                                                       | 31’                                                                     |
| 21-8-1926                                                               | Kaunas                                                                  | Lituania                                                                | 2 – 3                                                                   | Lettonia                                                                | Amichevole                                                              | -                                                                       | 30’                                                                     |
| Totale                                                                  |                                                                         | Presenze                                                                | 2                                                                       |                                                                         | Reti                                                                    | 0                                                                       |                                                                         |

## Palmarès

### Club

#### Competizioni nazionali
- Campionato lettone: 3

Olimpija Liepaja: 1927, 1928, 1929